# Screeching Weasel
Screeching Weasel es una banda de punk rock formada en Chicago, Illinois, en el año 1986 por Ben Weasel y John Jughead. La banda, tras varias rupturas, anunció en 2004 su retirada después de lanzar 11 álbumes de estudio en su carrera.
Se les considera los precursores del punk pop que volvió a gozar del auge a comienzos de la década de los 90, especialmente en California. Algunas bandas que protagonizaron ese auge como Green Day y Blink-182, y otras como The All-American Rejects, citan a Screeching entre sus influencias principales. Precisamente en Green Day permanece Mike Dirnt, bajista de Screeching en 1994.
En sus comienzas se caracterizaban por un estilo similar al Hardcore punk con un mensaje totalmente apático, anticonformista, y hasta de carácter político. Sin embargo con el pasar de los años la banda fue evolucionando a un sonido más variado atravesando sonidos basados en el Punk rock básico de los Ramones o al punk pop similar al que tocaban Descendents, junto con un sonido más elaborado y letras más personales.
En 2005, la banda publica Weaselmania, mediante Fat Wreck Chords, un álbum recopilatorio que repasa lo mejor de su carrera (excepto su primer disco, su recopilatorio de rarezas y su disco de versiones de Ramones)con treinta y cuatro canciones.
En 2009 se volvieron a reunir para realizar una gira por Estados Unidos aunque no hay previsión de que esto suponga una reunión definitiva del grupo.

## Inicios
La banda se forma en 1986 después de que Ben Foster y John Pierson asistieron un concierto de Ramones. La primera alineación estaba compuesta por Ben Weasel(Ben Foster)voz y bajo, John Jughead(John Pierson)guitarra y coros y contratan al baterista Steve Dubick el cual pasa por el alias Steve Cheese.
En un principio la banda se iba a llamar The Cupcake Snakes pero cambian el nombre a Screeching Weasel, variación de Screaming Otter, recomendación de un amigo. Poco después de la formación, ingresa Vince Vogel(Vinnie Bovine) en el bajo ya que Ben Weasel decide que tocar el bajo y cantar al mismo tiempo es muy difícil. Graban su primer álbum, Screeching Weasel, bajo el sello de Underdog Records en 1987.
En 1988 despiden a Vinnie Bovine el cual es remplazado por Warren Fischer(Fish) de la banda Ozzfish. Graban su segundo Álbum Boogadaboogadaboogada en el cual Ben toca la segunda guitarra y se hacen un nombre teloneando a Operation Ivy.

## Discografía

### Álbumes de estudio
- 1987 - Screeching Weasel
- 1988 - Boogadaboogadaboogada!
- 1991 - My Brain Hurts
- 1992 - Ramones
- 1993 - Wiggle
- 1993 - Anthem for a New Tomorrow
- 1994 - How to Make Enemies and Irritate People
- 1996 - Bark Like a Dog
- 1998 - Television City Dream
- 1998 - Beat Is on the Brat
- 1999 - Emo
- 2000 - Teen Punks in Heat
- 2005 - Weaselmania
- 2011 - First World Manifesto
- 2011 - Carnival of Schadenfreude
- 2015 - Baby Fat (Act I)[4]

### EP
- 1989 - Punkhouse
- 1991 - Pervo-Devo
- 1992 - Snappy Answers to Stupid Questions
- 1992 - Happy, Horny, Gay And Sassy
- 1993 - Screeching Weasel / Pink Lincolns (split)
- 1993 - Radio Blast
- 1993 - You Broke My Fucking Heart
- 1994 - Screeching Weasel / Born Against (split)
- 1994 - Suzanne Is Getting Married
- 1994 - Screeching Weasel / Born Against (split)
- 1996 - Formula 27
- 1998 - Major Label Debut
- 1999 - Four on the Floor
- 1999 - Jesus Hates You